# Vita Christi (expozice církevního umění)
Vita Christi  (Život Kristův) je název stálé výstavy středověkého a novověkého umění (plastiky, malby, knižní malby a v malé míře uměleckého řemesla), jež je dominantní náplní Diecézního muzea v Brně.

## Struktura
Koncept výstavy je postaven na významových liturgických okruzích, které jsou předřazeny před chronologickou nebo teritoriálně slohovou koncepční strukturu, jež jsou obvyklé u obecných muzeí. Církevní muzeum v souladu se svým posláním a teleologií upřednostňuje věroučnou strukturu. Výstava, která byla vytvořena v roce 1999 a je umístěna v moderně pojaté a vybavené expozici, je členěna do 7 okruhů:
- Narození Páně
- Od zvěstování ke křtu Páně
- Hlásání Božího království
- Od poslední večeře k Olivetské hoře
- Pašije
- Zmrtvýchvstání Kristovo
- Seslání Ducha svatého

Tato věroučná tematika je naplněna hodnotnými díly původem z celého teritoria Brněnské diecéze, z nichž některé dosahují značně mezinárodní pozornosti.

## Vystavená díla
Celkem je představeno bezmála padesát exponátů, ne více než aktuální prostorová možnost prelatury (Macellova paláce) dovolí. Nejstarším a poměrně nově přibylým dílem je Madona z Klentnice (1290), raně gotická dřevořezba v těsně podživotní velikosti restaurovaná v atelieru prof. Karla Strettiho. Vrcholem pak je deskový obraz Madony z Veveří (1350 ?), svěřený do péče muzea v březnu 2016, který byl dříve vystaven v Národní galerii v Praze. Přírůstek této mimořádné malby si vyžádal drobné koncepční i prostorové změny.
Autorem libreta výstavy je  Karel Rechlík a odborným garantem historik umění a vyučující na  Filozofické fakultě Masarykovy univerzity Aleš Filip. Výstava představuje významnou sondu do moravského a v některých rysech i středoevropského umění v rozmezí pěti století (1290 – 1790). Výstava se řadí jako nejmenší, ale odborně hodnotná, po bok větším expozicím s podobným záběrem v Moravské galerii v Brně, Národní galerii v Praze a Arcidiecézním muzeu v Olomouci.
Výstava je vyjma neděle běžně přístupná veřejnosti.